# 王淮 (清朝)
王淮（？—？），浙江山阴人，清朝政治人物。捐纳出身。

## 生平
道光二十五年十一月，擔任清朝廣東省潮州府豐順縣知縣。后由張邦泰接任。